# Alexandre Askoldov
Alexandre Iakovlevitch Askoldov (en russe : Александр Яковлевич Аскольдов) est un réalisateur soviétique puis russe né le 17 juin 1932 à Moscou (RSFSR) et mort à Göteborg en Suède le 21 mai 2018.

## Biographie
Fils de Iakov Lazarevitch Askoldov, directeur de l'usine «Bolchevik» à Kiev et d'une mère médecin, il passe son enfance dans la capitale de l'Ukraine. Bien que son père ait été chef de la Tchéka de la province de Vitebsk d'octobre 1918 à janvier 1919, qu'il ait été directeur de l'ingénierie militaire de l'Armée rouge de 1922 à 1924 et qu'il ait de hautes responsabilités, en 1927, il est arrêté. Peu après c'est l'arrestation de sa mère à laquelle le jeune enfant de cinq ans assiste. Il n'a pas oublié l'humiliation que sa maman a subi lorsqu'elle a dû s'habiller sous les regards narquois des agents du NKVD. Laissé seul, il parvient à ouvrir la porte de l'appartement équipée d'une serrure à cylindre, s'enfuit et va se réfugier chez des amis à ses parents . Ces derniers l'envoient chez sa grand-mère maternelle qui vit avec deux tantes dans un appartement communautaire près du Couvent de Novodievitchi à Moscou . Il ne pourra jamais revoir les personnes, les juifs, qui l'avaient aidé parce qu'elles auront fait partie des victimes du Massacre de Babi Yar. Sa mère libérée de prison le rejoint en 1941 et avec son permis de séjour temporaire reste dans la capitale. Elle trouve un emploi dans un jardin d'enfants puis pendant la guerre, grâce à sa formation médicale, travaille en première ligne dans les structures du docteur Andreï Bagdassarov (ru) et devient l'une des organisatrices et des organisateurs du mouvement des donneurs de sang en URSS.
Aleksandr Askoldov  considéré comme fils d'«ennemi du peuple» n'est pas admis à l'Université d'État de Moscou Mikhaïl Lomonossov mais est toléré comme auditeur à la Faculté de Philologie. Enfin l'année suivante il est accepté comme étudiant et en sort diplômé en 1955. La même année grâce au «carnet d'adresses» de Moscou, il parvient à rencontrer Elena Sergueïevna Boulgakova et pendant huit ans aidé par la veuve de Mikhaïl Boulgakov va compiler les archives de l'écrivain pour faire connaître son œuvre. En 1958 il poursuit des études de troisième cycle à l'Institut de littérature Maxime-Gorki . Il travaille aussi au ministère de la culture en tant qu'assistant d'Ekaterina Fourtseva, ministre de la culture de 1960 à 1974, pendant plusieurs années dans la commission d'évaluation et rédacteur en chef du comité de rédaction du comité d'État pour le Goskino. Là, surnommé « Notre révisionniste » il aidera à la réalisation du film J'ai vingt ans de Marlen Khoutsiev et écrira pour proposer d'attribuer le Prix Lénine à Grigori Tchoukraï.
Après ces études littéraires, il suit en 1966 l'enseignement des cours supérieurs de mise en scène à Moscou. Son film de fin d'études La Commissaire, dont il est le réalisateur et le scénariste, son unique film est interdit car considéré par les autorités comme pro-sioniste ; ce film sortant après la guerre des Six Jours, le gouvernement est mal disposé envers Israël. Mais Askoldov défend son œuvre. Malgré le soutien de Nonna Mordioukova et de Rolan Bykov il est déclaré par le tribunal populaire de Babouchkinski professionnellement inadapté et expulsé de Moscou pour parasitisme. Askoldov continue à se battre bec et ongles pour défendre son travail qui risque d'être détruit. Il s'adresse à Mikhaïl Souslov qui charge trois départements  du Comité central, la culture, la propagande et l'international, de donner leur avis sur cette œuvre : les deux premiers sont défavorables tandis qu'à l'international on est plus nuancé. En définitive Souslov charge Alekseï Romanov (ru) président du Comité d'Etat de la cinématographie de conserver certaines parties du film mais de ne pas le diffuser.  Heureusement, le directeur, du personnel des archives d'État du cinéma, Gosfilmofond, déplacent les négatifs et les cachent. On en trouve dans le coffre de Sergueï Guerassimov, après la mort de ce dernier. En 1969, Askoldov est exclu du Parti communiste et n'est plus autorisé à travailler comme réalisateur.
Dans les années 70 il part habiter à Naberejnye Tchelny où il travaille au sein d'une équipe de charpentiers jusqu'en 1974. En 1976 sous le patronage du 1er secrétaire du Comité régional tatar du PCUS, Fikhriata Tabeïeva, il arrive à tourner deux documentaires sur l'usine de camions Kamaz dont un qui avait disparu a été retrouvé récemment et montré par le fonds national du film.
De 1981 à 1985 Il travaille à Moscou comme directeur et directeur artistique de la salle de cinéma-concert d'État «Russie» (ru) où Alla Pougatcheva et d'autres comme l'interprète Valery Leontiev dans Amour sacré pour la musique (en russe : Святая к музыке любовъ) de Raimonds Pauls se produiront  mais il en est expulsé car on lui reproche d'ignorer les normes léninistes de la vie .
Le 17 mai 1984. La Commissaire est présenté au Festival international du film de Jérusalem.  
Puis en 1987, pendant la perestroïka, lors du Festival international du film de Moscou, présent à une conférence de presse il entend quelqu'un déclarer qu'il n'y a plus de films interdits en URSS; Askoldov réussit à s'emparer du micro et déclare que son film La Commissaire est toujours interdit. Gabriel Garcia Marquez invité d'honneur à ce festival aux côtés de Robert De Niro, Vanessa Redgrave, Stanley Kramer pour ne citer qu'eux, demande au secrétaire général à voir ce film mystérieux. À la suite de cet éclat une projection a lieu et quelques jours plus tard le secrétariat du comité central décide à huis clos d'en faire une édition avec des coupes; vingt ans après avoir été mis dans un placard le film renaît. C'est seulement en 1988 qu'il obtient difficilement que son film soit reconstitué.
En 1992, on le voit jouer son propre rôle dans le film d'Otar Iosseliani La Chasse aux papillons
Il quitte l'URSS à une date inconnue et séjourne dans divers pays où il enseigne les principes de la réalisation cinématographique dans des écoles de cinéma d'Angleterre, d'Italie et d'Allemagne où il est aussi scénariste et enseignant à l'université. Il tente d'adapter au cinéma son roman Le Retour à Jérusalem, traduit dans plusieurs langues, mais ce projet ne peut aboutir car après avoir tourné quelques séquences l'acteur Rolan Bykov meurt en octobre 1998 . Son expérience malheureuse de réalisateur soviétique sert à animer les plateaux de télévision occidentaux, où il peut témoigner, comme à Berlin en 1996, à une émission intitulée Les Années Staline. Il est présent au 59e festival international du film de Berlin, en février 2009, et invité d'honneur au Symposium international du cinéma et de la télévision, dans le Sud de l'Europe, à Setúbal, au Portugal, en septembre 2009.
Le 28 mars 2017, invité par Iouli Gousman (ru) à la 30e cérémonie des Nika son épouse et lui ont droit à une place d'honneur et Monsieur Askoldov est complimenté par son hôte qui déclare devant le public «Voici l'auteur d'un grand film» . 
Avec Svetlana Mikhaïlovna qu'il avait rencontrée lorsqu'il était étudiant et qu'il avait épousée en 1949, il passe les dernières années de sa vie dans sa maison de campagne près de Göteborg, en Suède, où il donne des cours à l'Académie suédoise du cinéma. De temps en temps la famille revient à Moscou où leur fille, Marina, mère de trois filles, auteure d'une thèse sur Vassili Grossman, travaille comme critique littéraire. Ils y possèdent toujours une maison ainsi qu'à Berlin où ils reviennent parfois. 
Le 21 mai il décède d'insuffisance rénale à l'hôpital de Göteborg comme son épouse, Svetlana Mikhailova, l'a annoncé par skype au correspondant de Voice of America.

## Filmographie
Réalisateur
- 1967 : La Commissaire[8]
- 1972 : Camarade Kamaz, documentaire de 49 minutes que l'on peut voir, en russe, sur Internet

Scénariste
- 1967 : La Commissaire

Acteur
- 1992 : La Chasse aux papillons
- 2003 : Nonna Mordioukova, je me souviens, documentaire réalisé par Svetlana Rezbouchkina

## Ecrit
- 1998 : le roman Retour à Jérusalem basé sur des faits réels.

## Récompenses
- 1988
  - Berlinale 1988
    - Prix de la fédération internationale des critiques de films, (FIPRESCI), pour La Commissaire
    - Sélectionné pour l'Ours d'Or son film La Commissaire remporte l'Ours d'argent pour le Grand prix du jury de la Berlinale.

  - Interfilm Award - Otto Dibelius Film Award, pour La Commissaire
  - Récompense de l'Organisation catholique internationale du cinéma et de l'audiovisuel (OCIC) pour La Commissaire
  - Festival international du film de Flandre-Gand - Meilleur réalisateur pour La Commissaire
- 1989 :
  - Académie russe des sciences et des arts cinématographiques à Moscou - nommé pour le Nika de meilleur réalisateur pour La Commissaire - nommé pour le Nika de meilleur film pour La Commissaire